# Sint-Jan Baptistkerk (Poederlee)

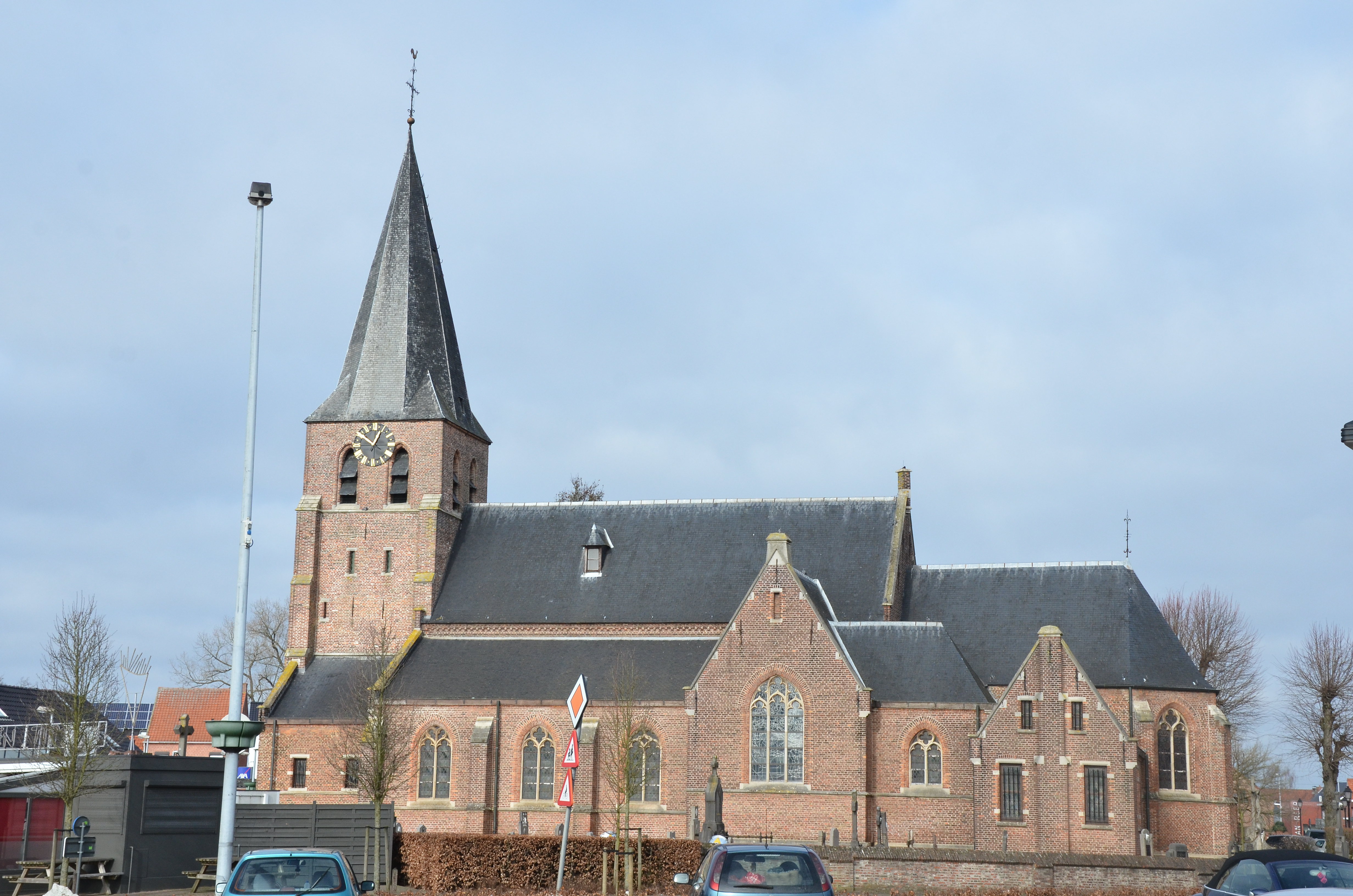
Sint-Jan Baptistkerk

De Sint-Jan Baptistkerk is de parochiekerk van de tot de Antwerpse gemeente Lille behorende plaats Poederlee, gelegen aan het Dorp.

## Geschiedenis
Poederlee was afhankelijk van de parochie van Vorselaar, en deze parochie -en dus ook de kapel van Poederlee- kwam in 1123 aan het kapittel van Kamerijk. In 1321 werd Poederlee een zelfstandige parochie met Wechelderzande als annex. In 1572 werd ook Wechelderzande een zelfstandige parochie.
Uiteindelijk werd in 1906-1909 een neogotisch kerkgebouw opgericht naar ontwerp van Jules Taeymans. Hierin werden de 15e-eeuwse toren en het 15e-eeuws koor geïntegreerd.

## Gebouw
Het betreft een georiënteerde neogotische bakstenen pseudobasiliek met transept en ingebouwde westtoren. Het koor is driezijdig afgesloten. De toren is in Kempense gotiek en heeft drie geledingen. Het koor en het transept zijn lager dan het kerkschip.

## Interieur
Het schip wordt overkluisd door een houten tongewelf.
De kerk bezit een beeld van Sint-Sebastiaan in witgeschilderd hout (2e helft 17e eeuw) en een beeld van Johannes de Doper in terracotta (18e eeuw).
Het meeste kerkmeubilair is neogotisch. De 17e-eeuwse preekstoel is verwerkt in het altaar.